# Paratropus viennai
Paratropus viennai är en skalbaggsart som beskrevs av Kanaar 1993. Paratropus viennai ingår i släktet Paratropus och familjen stumpbaggar. Inga underarter finns listade i Catalogue of Life.